# Татарник
Тата́рник (Onopordum L.) — рід зіллястих рослин родини айстрових.
Відомо близько 20 видів, поширених переважно на Середземномор'ї. В Україні більше поширений татарник звичайний (Onopordum acanthium L.), дворічний бур'ян до 2 м заввишки. Поширений у заростях кущів, обабіч доріг та поблизу насипів.
Стебло гіллясте, з двома-трьома широкими крилами, колючо-зубчастими з країв. Листя перисто-надрізані, довгасті, колючі, павутинчасто-пухнасті. Квіти в одиночних кошиках, рідше по дві-три, пурпурового або білого кольору. Цвіте в липні-серпні, дає бджолам багато нектару.
Використовувався в народній медицині при лікуванні гнійних ран і хворих на правець.